# One More Drifter in the Snow
One More Drifter in the Snow è il sesto album discografico in studio della cantautrice statunitense Aimee Mann, pubblicato nel 2006.
Si tratta di un album natalizio.

## Tracce
1. Whatever Happened to Christmas? (Jimmy Webb)
2. Christmas Song (Mel Tormé/Bob Wells)
3. Christmastime (Michael Penn)
4. I'll Be Home for Christmas (Walter Kent)
5. You're a Mean One, Mr. Grinch (Theodor Geisel/Albert Hague)
6. Winter Wonderland (Felix Bernard/Richard B. Smith)
7. Have Yourself a Merry Little Christmas (Hugh Martin/Ralph Blane)
8. God Rest Ye Merry Gentlemen (tradizionale)
9. White Christmas (Irving Berlin)
10. Calling on Mary (Aimee Mann, Paul Bryan)

Bonus Track
1. River (Joni Mitchell) (bonus track riedizione britannica 2008)

## Formazione
- Aimee Mann - voce, chitarra
- Jay Bellerose - percussioni
- Paul Bryan - basso
- Duke Levine - chitarra
- Patrick Warren - tastiere
- Grant-Lee Phillips - voce